# Stöcken (Oetzen)
Stöcken ist ein Ortsteil der Gemeinde Oetzen im niedersächsischen Landkreis Uelzen.

## Geografie und Verkehrsanbindung
Stöcken liegt südlich des Kernortes Oetzen an der Kreuzung der Landesstraße L 254 mit der B 191. Nördlich vom Ort fließt die Wipperau, ein rechter Nebenfluss der Ilmenau.

## Sehenswürdigkeiten
Als Baudenkmale sind ausgewiesen (siehe Liste der Baudenkmale in Oetzen#Stöcken):
- St.-Johannes-der-Täufer-Kapelle (Im Dorfe 1): Der rechteckige, weiß gestrichene gotische Feld- und Backsteinbau stammt wohl aus dem 15. Jahrhundert. Der Glockenturm im Westen ist niedriger als das steile Satteldach. Die schlichte Kanzel stammt aus dem Jahr 1684.

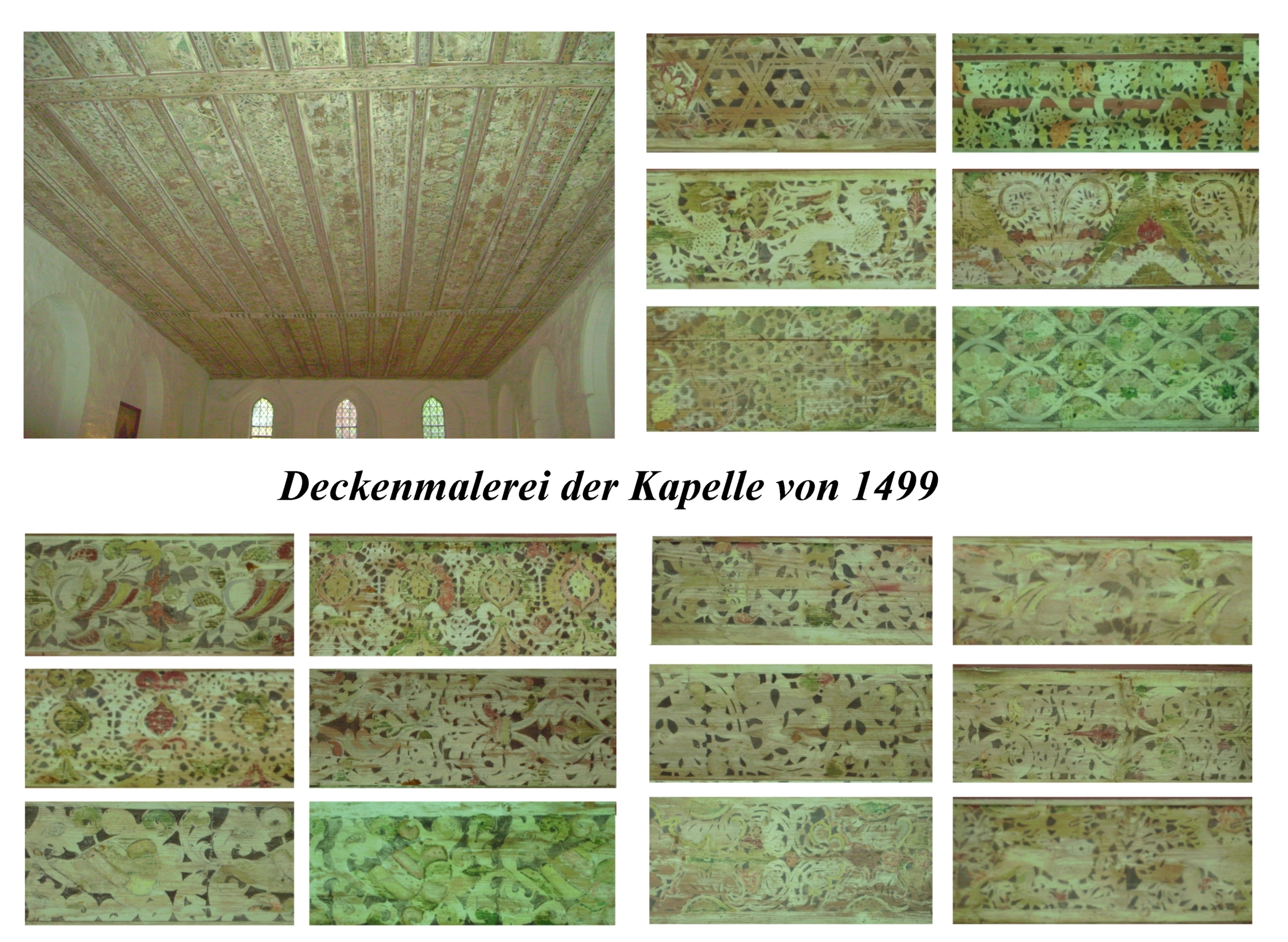
Schablonen-Decken-Malerei der St. Johannes Kapelle Stöcken

Die bemalte Holzdecke ist durch eine Inschrift auf das Jahr 1499 datiert. Sie ist ein wichtiges und seltenes Beispiel einer gemalten gotischenBretterdecke. Durch Leisten ist sie in schmale, in Ost-West-Richtung verlaufende Felder geteilt. Darin befinden sich sehr phantasievoll variierte Ornamentstreifen, die überwiegend in Laubwerk ausgeführt sind. An der Ostseite an den Enden der Felder befindet sich durchbrochenes Fischblasenmaßwerk.